# Massaker von Goliad
Gonzales – Goliad – Lipantitlán – Concepción – Grass Fight – Béxar – San Patricio – Agua Dulce – Alamo – Sisal – Refugio – Coleto – Massaker von Goliad – Matamoros – San Jacinto – Brazos River – Galveston
Das Massaker von Goliad war ein Massaker während des Texanischen Unabhängigkeitskriegs, das sich am 27. März 1836 ereignete. Als Konsequenz der Schlacht von Coleto marschierte die mexikanische Armee in Texas ein und tötete 425–445 Kriegsgefangene der texanischen Armee, andere Quellen sprechen von 342 Hingerichteten. Zu den Gefallenen zählte unter anderen Oberstleutnant James Fannin, der die Verteidigung von Goliad geleitet hatte. Die Tötungen wurden auf Anordnung des Generals und Präsidenten Mexikos, Antonio López de Santa Anna, ausgeführt.

## Hintergründe
Als Santa Anna erfuhr, dass eine Streitmacht texanischer Rebellen auf Matamoros Kurs nahm, setzte er zum Gegenschlag an, sandte General Urrea nach Matamoros, der dann nach Norden an die Küste von Texas marschierte, um sie aufzuhalten. Urrea besetzte Matamoros, während Fannin einen Großteil der Streitkräfte in Goliad bündelte, um dieses zu verteidigen. Vor der Hinrichtung der Gefangenen versuchte Urrea vergeblich, ein Gnadengesuch bei General Santa Anna zu erwirken.
General Thomas J. Rusk fand die Überreste der Massakeropfer im Juni 1836 und befahl eine offizielle militärische Beerdigung. Die Überreste wurden an der Stelle südöstlich des Presidio la Bahía, einer ehemaligen Festung von 1749 und heutige National Historic Landmark, begraben, wo heute das Fannin-Denkmal steht.